# Шоттки, Вальтер
Вальтер Герман Шоттки (нем. Walter Hermann Schottky; 23 июля 1886, Цюрих, Швейцария — 4 марта 1976, Прецфельд, Западная Германия) — немецкий физик, который в 1915 году изобрёл электронную лампу с экранирующей сеткой и в 1919 тетрод, эти открытия он совершил, работая в исследовательской лаборатории Siemens & Halske.
В 1924 году он, совместно с Э. Герлахом изобрёл электродинамический микрофон ленточного типа.
C 1927 по 1951 год он также работал в компаниях Siemens & Halske и Siemens-Schuckertwerke.
В 1935 году разработал новые представления о механизме образования вакансий атомов в кристаллах. Получающиеся таким способом дефекты в литературе именуют «дефектами по Шоттки».
В 1938 году Шоттки сформулировал теорию, предсказывающую эффект Шоттки, сейчас используемый в диодах Шоттки.